# Sid Meier's Railroad Tycoon
Sid Meier's Railroad Tycoon est un jeu vidéo de gestion sorti en 1990 et fonctionne sur Amiga, Atari ST et DOS. Développé et édité par Microprose, le jeu a été conçu par Sid Meier. C'est le premier opus de la série Railroad Tycoon.

## Système de jeu
L'objectif du jeu est de construire et de gérer une entreprise de chemin de fer. Il permet, dans ce but, la pose de voies de chemin de fer, la construction de stations et bâtiments, de gérer des achats relatifs à ce domaine ou encore de gérer les horaires de train.
Le joueur agit comme un entrepreneur de chemin de fer qui peut commencer à développer sa compagnie dans l'un des quatre lieux géographiques suivants : l'Ouest des États-Unis, le Nord des États-Unis, la Grande-Bretagne ou en Europe continentale. La compagnie commence avec un million de dollars de capital. La société peut lever des capitaux supplémentaires par la vente d'obligations.
Le joueur, agissant comme un entrepreneur de chemin de fer, peut également gérer la circulation individuelle des trains et créer des industries supplémentaires. Chaque joueur peut acheter et vendre les actions de ses propres entreprises ou des entreprises concurrentes. Dans le jeu, il y a également d'autres sociétés de chemin de fer qui tentent de mettre le joueur hors du marché avec des opérations d'achat d'actions par exemple.
Il y a 4 types de stations : la tour signal, le dépôt, la gare et le terminal. Le joueur peut construire tout au plus 32 stations. Lorsque le joueur construit sa première station il peut aussi construire sa manufacture de moteur. Chaque atelier moteur est une zone de fabrication pour les différents trains du joueur. Le joueur peut mettre à niveau ou déclasser ses dépôts, stations et terminaux. D'autres installations telles que les magasins et les hôtels peuvent être ajoutés.
Une fois que le joueur a construit une station, il peut construire son premier train (parmi les 32 permis) à n'importe quel constructeur de moteur. Le joueur peut alors ajouter des voitures pour le train (voitures de courrier et de passagers purs, voitures de fret spécialisées pour chacun des neuf autres types de marchandises produites dans le jeu) et l'envoyer sur ses voies.
Le joueur peut continuer à construire son réseau de lignes et construire des stations jusqu'à ce qu'il manque de fonds. Le jeu se joue sur un siècle.

## Accueil
À sa sortie en 1990, Railroad Tycoon a été salué par les critiques comme l'un des meilleurs jeux de l'année. En 1990, Computer Gaming World a donné au jeu la note de cinq étoiles sur cinq et l'a nommé comme son « Jeu de l'année ». Tant la version PC de Railroad Tycoon que la version Macintosh ont été notés 5 étoiles sur 5 par Dragon Magazine. Il s'est vu remettre en 1991 par la Software Publishers Association le prix du meilleur jeu de stratégie.

## Abandonware
Ce premier opus est maintenant considéré comme abandonware car il est disponible gratuitement en téléchargement sur le site de Sid Meier's Railroads!.